# Rue du Point-du-Jour
La rue du Point-du-Jour est une voie de communication située à Boulogne-Billancourt, dans le département des Hauts-de-Seine, en France. C'est probablement le plus ancien axe de cette commune.

## Situation et accès
La rue du Point-du-Jour, orientée du nord-est au sud-ouest, se trouve dans l'alignement de la rue Chardon-Lagache à Paris. Elle rencontre notamment l'avenue Pierre-Grenier, le boulevard de la République et le boulevard Jean-Jaurès.

## Origine du nom

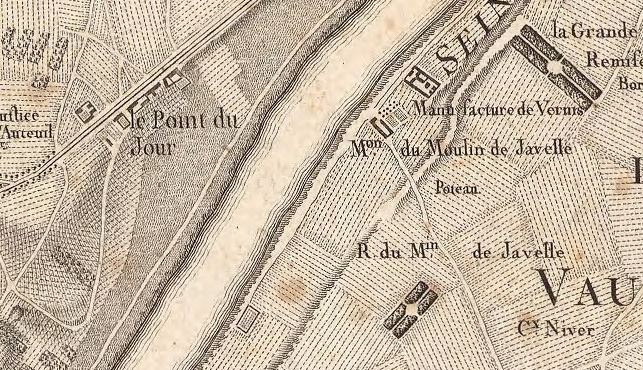
Carte des Chasses du Roi, XVIIIe.

Cette rue s'appelait jadis rue du Point-du-Jour. Le Point-du-Jour était le nom d'un hameau situé au bord de la Seine. Il figure sur le plan de Roussel édité en 1733, et sur la carte des Chasses du Roi. 

## Historique

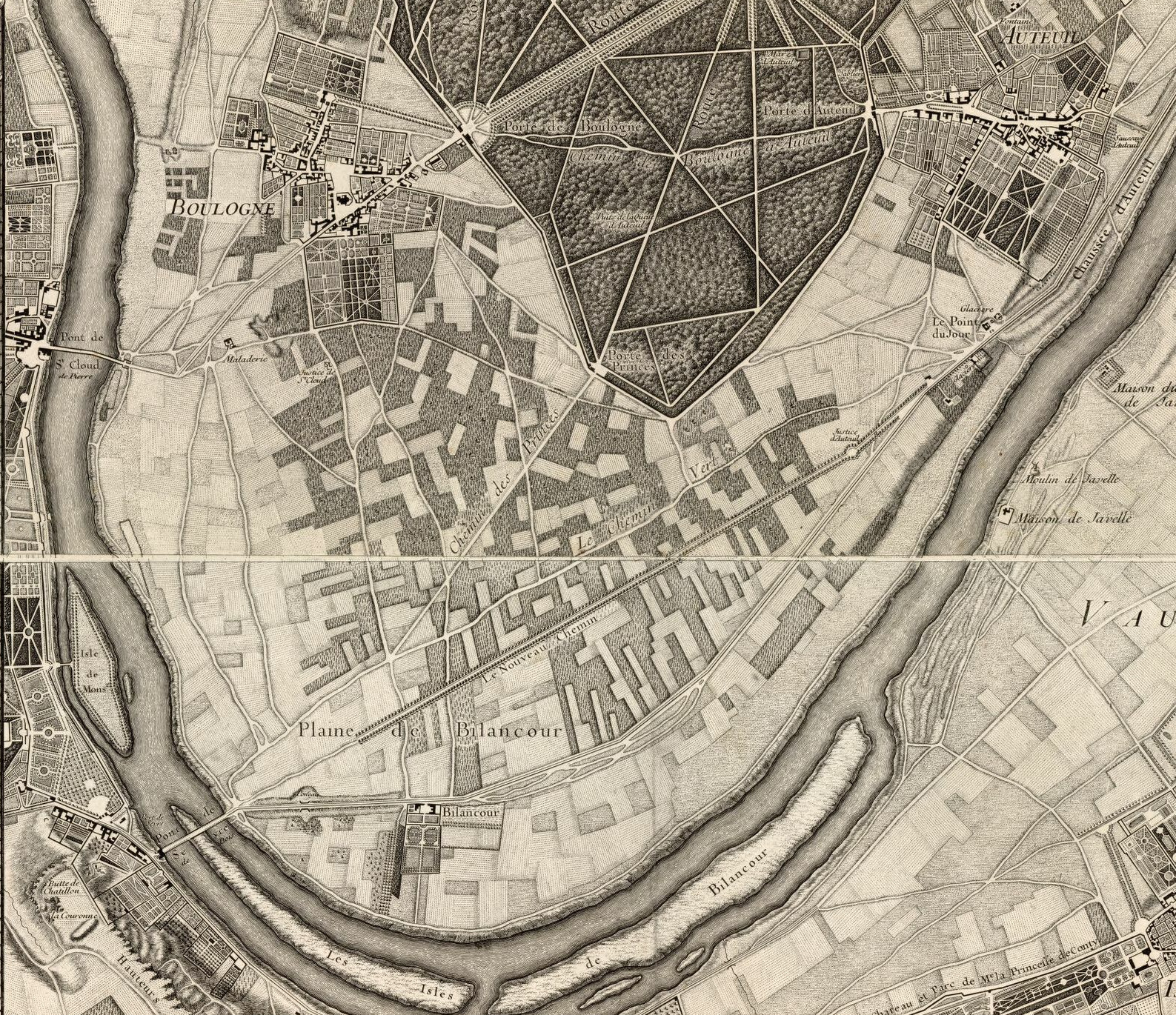
Le Point-du-Jour entre Billancourt et Auteuil, Roussel, Paris, ses fauxbourgs et ses environs, 1731.

Il existait autrefois, sur cet axe, une « avenue de la Porte-du-Pont-du-Jour » qui se prolongeait dans Paris. Cette voie fut classée en 1855 comme chemin vicinal de l'ancienne commune d'Auteuil sous le nom de « chemin de Billancourt », ou « chemin de la Ferme de Billancourt », puis rattachée à la voirie parisienne en 1863 sous le nom de « rue de Billancourt ».
Cet axe, du côté parisien, fut en 1927 renommée rue Claude-Terrasse, voie qui existe toujours.
Par un arrêté du 11 octobre 1932, une « avenue de la Porte-du-Point-du-Jour » fut officiellement ouverte entre les bastions nos 66 et 67 de l'enceinte de Thiers.
Cette avenue fut scindée en deux lors de la construction du boulevard périphérique de Paris, dans les années 1970. La partie menant jusqu'au boulevard Murat fut alors renommée avenue Marcel-Doret.

## Bâtiments remarquables et lieux de mémoire
- Chapelle Saint-Pierre de Boulogne-Billancourt.
- Cimetière Pierre-Grenier, au croisement de l'avenue Pierre-Grenier.
- Église Saint-Nicolas-le-Thaumaturge de Boulogne-Billancourt.
- Résidence Salmson Le Point du Jour, œuvre de l’architecte Fernand Pouillon réalisée entre 1957 et 1963[4].
- Ancienne Société des Avions Starck, créée par André Starck.
- Parc des Glacières.
- C'est au no 139 de cette rue que la société Renault est fondée en 1899[5],[6].